# Pualaa
Pualaa est une localité des États-Unis située dans le district de Puna, à Hawaï. Elle se trouve le long du littoral Pacifique, sur le flanc oriental du Kīlauea et a été détruit lors de l'éruption volcanique de 2018.